# Nowa Odessa
Nowa Odessa (ukrainisch Нова Одеса; russisch Новая Одесса/Nowaja Odessa) ist eine Stadt der Oblast Mykolajiw in der Ukraine. Sie liegt etwa 40 Kilometer nordwestlich der Oblasthauptstadt Mykolajiw am Südlichen Bug.

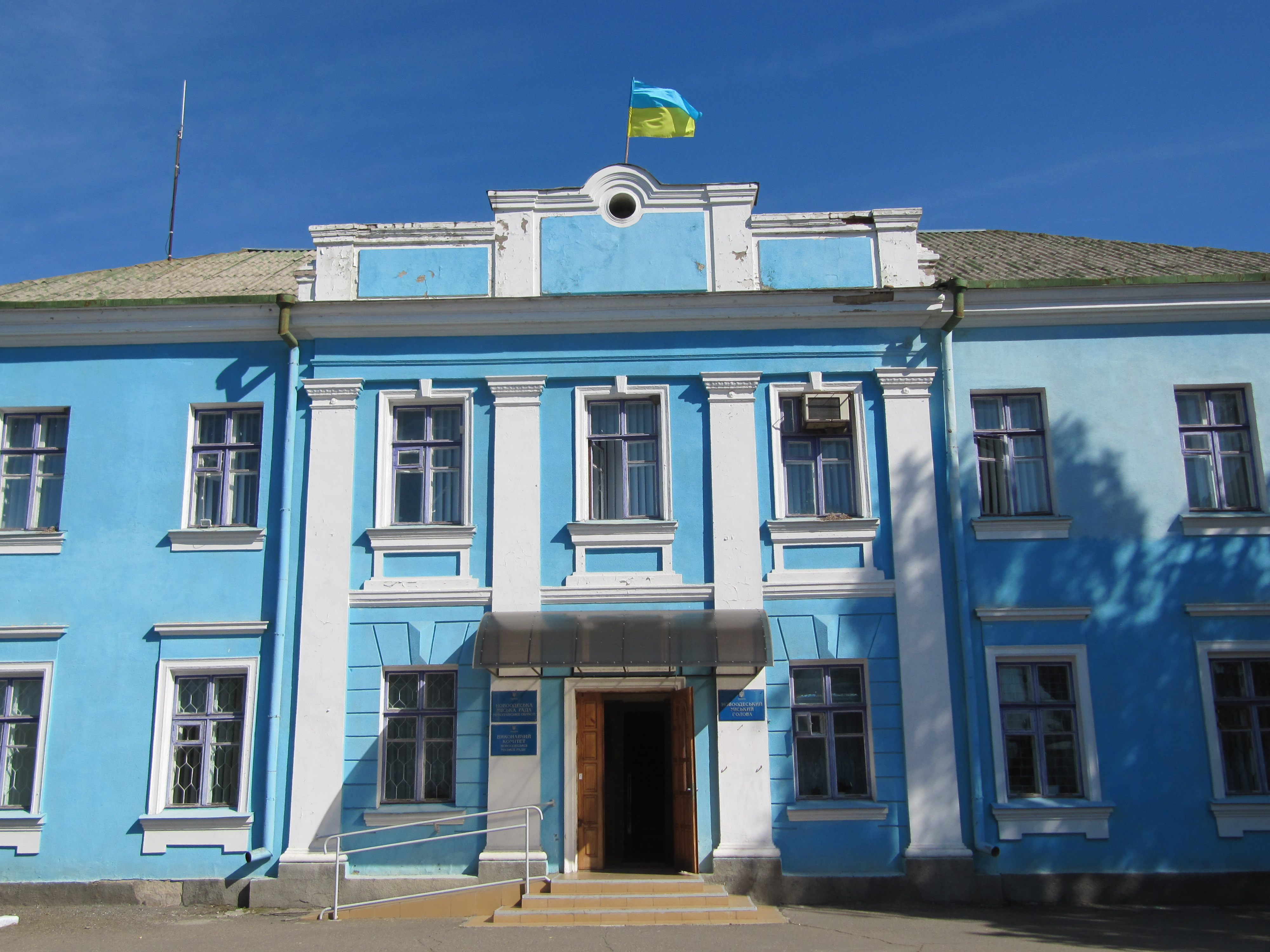
Gebäude im Ort

Der Ort ging aus einer Kosakensiedlung hervor, diese trug bis 1739 den Namen Olexijiwske (Олексіївське) und war von russischen Altgläubigen besiedelt. 1739 bis 1832 war der Name Fedoriwka (Федорівка) der offizielle Ortsname, es siedelten sich hauptsächlich nach dem Russisch-Türkischen Krieg Saporoger Kosaken an.
Nachdem nahe dem Ort russische Truppen stationiert wurden, wurde die militärische Siedlung 1832 auf Weisung des Kaisers in „Nowa Odessa“ umbenannt und diese dann 1859 aufgelöst und mit dem Ort vereinigt.
Von 1923 bis 2020 war Nowa Odessa der Hauptort des gleichnamigen Rajons Nowa Odessa, 1976 wurde ihr der Stadtstatus zuerkannt.

## Verwaltungsgliederung
Am 12. Juni 2020 wurde die Stadt zum Zentrum der neugegründeten Stadtgemeinde Nowa Odessa (ukrainisch Новоодеська міська громада/Nowoodeska miska hromada), zu dieser zählen auch noch die 14 in der untenstehenden Tabelle angeführten Dörfer sowie die Ansiedlung Dilnytsche, bis dahin bildete sie zusammen mit dem Dorf Kryworischschja die gleichnamige Stadtratsgemeinde Nowa Odessa (Новоодеська міська рада/Nowoodeska miska rada) im Westen des Rajons Nowa Odessa.
Am 17. Juli 2020 kam es im Zuge einer großen Rajonsreform zum Anschluss des Rajonsgebietes an den Rajon Mykolajiw.
Folgende Orte sind neben dem Hauptort Nowa Odessa Teil der Gemeinde:
| Name                     | Name                | Name                                       |
| ukrainisch transkribiert | ukrainisch          | russisch                                   |
| ------------------------ | ------------------- | ------------------------------------------ |
| Dmyiwske                 | Димівське           | Дымовское (Dymowskoje)                     |
| Dilnytsche               | Дільниче            | Дильныче (Dilnitsche)                      |
| Hrebenyky                | Гребеники           | Гребеники (Grebeniki)                      |
| Jasna Poljana            | Ясна Поляна         | Ясная Поляна (Jasnaja Poljana)             |
| Kamjanka                 | Кам’янка            | Каменка (Kamenka)                          |
| Kryworischschja          | Криворіжжя          | Криворожье (Kriworoschje)                  |
| Mychajliwka              | Михайлівка          | Михайловка (Michailowka)                   |
| Nowomykolajiwka          | Новомиколаївка      | Новониколаевка (Nowonikolajewka)           |
| Nowooleksandriwske       | Новоолександрівське | Новоалександровское (Nowoaleksandrowskoje) |
| Nowopawliwka             | Новопавлівка        | Новопавловка (Nowopawlowka)                |
| Nowosafroniwka           | Новосафронівка      | Новосафроновка (Nowosafronowka)            |
| Oserne                   | Озерне              | Озёрное (Osjornoje)                        |
| Pidlisne                 | Підлісне            | Подлесное (Podlesnoje)                     |
| Trojizke                 | Троїцьке            | Троицкое (Troizkoje)                       |
| Saritschne               | Зарічне             | Заречное (Saretschnoje)                    |